# Glacier Peak, Kanada
Glacier Peak är en bergstopp i Kanada.   Den ligger på gränsen mellan Alberta och British Columbia, i den västra delen av landet, 3 000 km väster om huvudstaden Ottawa. Toppen på Glacier Peak är 3 302 meter över havet, eller 108 meter över den omgivande terrängen. Bredden vid basen är 0,84 km. Glacier Peak ingår i Bow Range.
Terrängen runt Glacier Peak är huvudsakligen bergig.Trakten runt Glacier Peak är nära nog obefolkad, med mindre än två invånare per kvadratkilometer.. Närmaste större samhälle är Lake Louise, 11,1 km nordost om Glacier Peak. 
Trakten runt Glacier Peak består i huvudsak av gräsmarker.